# Cao Sơn, Bạch Thông
Cao Sơn là một xã thuộc huyện Bạch Thông, tỉnh Bắc Kạn, Việt Nam.

## Địa lý
Xã Cao Sơn có vị trí địa lý:
- Phía bắc giáp các xã Sỹ Bình, Vũ Muộn và huyện Na Rì
- Phía đông giáp huyện Na Rì
- Phía nam giáp xã Mỹ Thanh và huyện Na Rì
- Phía tây giáp xã Mỹ Thanh và xã Nguyên Phúc.

Xã Cao Sơn có diện tích 63,52 km², dân số chỉ khoảng 834 người, mật độ dân số đạt 13 người/km².
Trên địa bàn xã có suối Nà Cái.

## Hành chính
Xã Cao Sơn được chia thành 7 thôn bản: Lủng Lì, Khau Cà, Thôm Khoan, Lủng Chuông, Lủng Cháp, Thôm Phụ, Nà Cáy.